# Lijst van nummer 1-hits in de Vlaamse Ultratop 50 in 2004
De volgende hits stonden in 2004 op nummer 1 in de Vlaamse Ultratop 50.
| Nummer | Datum        | Artiest             | Titel                              |
| ------ | ------------ | ------------------- | ---------------------------------- |
| 106    | 3 januari    | The Black Eyed Peas | Shut up                            |
|        | 10 januari   | The Black Eyed Peas | Shut up                            |
|        | 17 januari   | The Black Eyed Peas | Shut up                            |
|        | 24 januari   | The Black Eyed Peas | Shut up                            |
|        | 31 januari   | The Black Eyed Peas | Shut up                            |
| 107    | 7 februari   | Marco Borsato       | Afscheid nemen bestaat niet        |
| 108    | 14 februari  | Kane                | Rain down on me (Tïesto remix)     |
|        | 21 februari  | Kane                | Rain down on me (Tïesto remix)     |
| 109    | 28 februari  | Xandee              | 1 Life                             |
|        | 6 maart      | Xandee              | 1 Life                             |
|        | 13 maart     | Xandee              | 1 Life                             |
|        | 20 maart     | Xandee              | 1 Life                             |
|        | 27 maart     | Xandee              | 1 Life                             |
|        | 3 april      | Xandee              | 1 Life                             |
| 110    | 10 april     | Aventura            | Obsesión                           |
|        | 17 april     | Aventura            | Obsesión                           |
|        | 24 april     | Aventura            | Obsesión                           |
|        | 1 mei        | Aventura            | Obsesión                           |
| 111    | 8 mei        | Eamon               | F**k it (I don't want you back)    |
|        | 15 mei       | Eamon               | F**k it (I don't want you back)    |
|        | 22 mei       | Eamon               | F**k it (I don't want you back)    |
|        | 29 mei       | Eamon               | F**k it (I don't want you back)    |
| 112    | 5 juni       | Ruslana             | Wild dances                        |
|        | 12 juni      | Ruslana             | Wild dances                        |
|        | 19 juni      | Ruslana             | Wild dances                        |
|        | 26 juni      | Ruslana             | Wild dances                        |
|        | 3 juli       | Ruslana             | Wild dances                        |
|        | 10 juli      | Ruslana             | Wild dances                        |
|        | 17 juli      | Ruslana             | Wild dances                        |
|        | 24 juli      | Ruslana             | Wild dances                        |
|        | 31 juli      | Ruslana             | Wild dances                        |
|        | 7 augustus   | Ruslana             | Wild dances                        |
| 113    | 14 augustus  | Freestylers         | Push up                            |
|        | 21 augustus  | Freestylers         | Push up                            |
|        | 28 augustus  | Freestylers         | Push up                            |
|        | 4 september  | Freestylers         | Push up                            |
|        | 11 september | Freestylers         | Push up                            |
|        | 18 september | Freestylers         | Push up                            |
|        | 25 september | Freestylers         | Push up                            |
| 114    | 2 oktober    | Milk Inc.           | Whisper                            |
|        | 9 oktober    | Milk Inc.           | Whisper                            |
| 115    | 16 oktober   | André Hazes         | Zij gelooft in mij                 |
|        | 23 oktober   | André Hazes         | Zij gelooft in mij                 |
| 116    | 30 oktober   | K-Maro              | Femme like U (Donne-moi ton corps) |
|        | 6 november   | K-Maro              | Femme like U (Donne-moi ton corps) |
|        | 13 november  | K-Maro              | Femme like U (Donne-moi ton corps) |
|        | 20 november  | K-Maro              | Femme like U (Donne-moi ton corps) |
|        | 27 november  | K-Maro              | Femme like U (Donne-moi ton corps) |
| 117    | 4 december   | Destiny's Child     | Lose My Breath                     |
| 118    | 11 december  | Nâdiya & Smartzee   | Et c'est parti...                  |
|        | 18 december  | Nâdiya & Smartzee   | Et c'est parti...                  |
| 119    | 25 december  | Joeri               | Ya 'bout to find out               |